# Corytophanes pericarinatus
Corytophanes pericarinatus (лат.) — вид игуанообразных ящериц из семейства Corytophanidae.

## Внешний вид
Длина тела без хвоста до 10 см.

## Распространение
Встречается в Сальвадоре, Гватемале, Гондурасе и на юге Мексики (штат Чьяпас). Предпочитает леса и саванны на высоте 200—2000 м.